# Giogo di Toirano
Il giogo di Toirano (801 m s.l.m.) è un valico delle Alpi liguri situato nella provincia di Savona. Collega il comune di Toirano, nella val Varatella, con il comune di Bardineto, in val Bormida.

## Descrizione

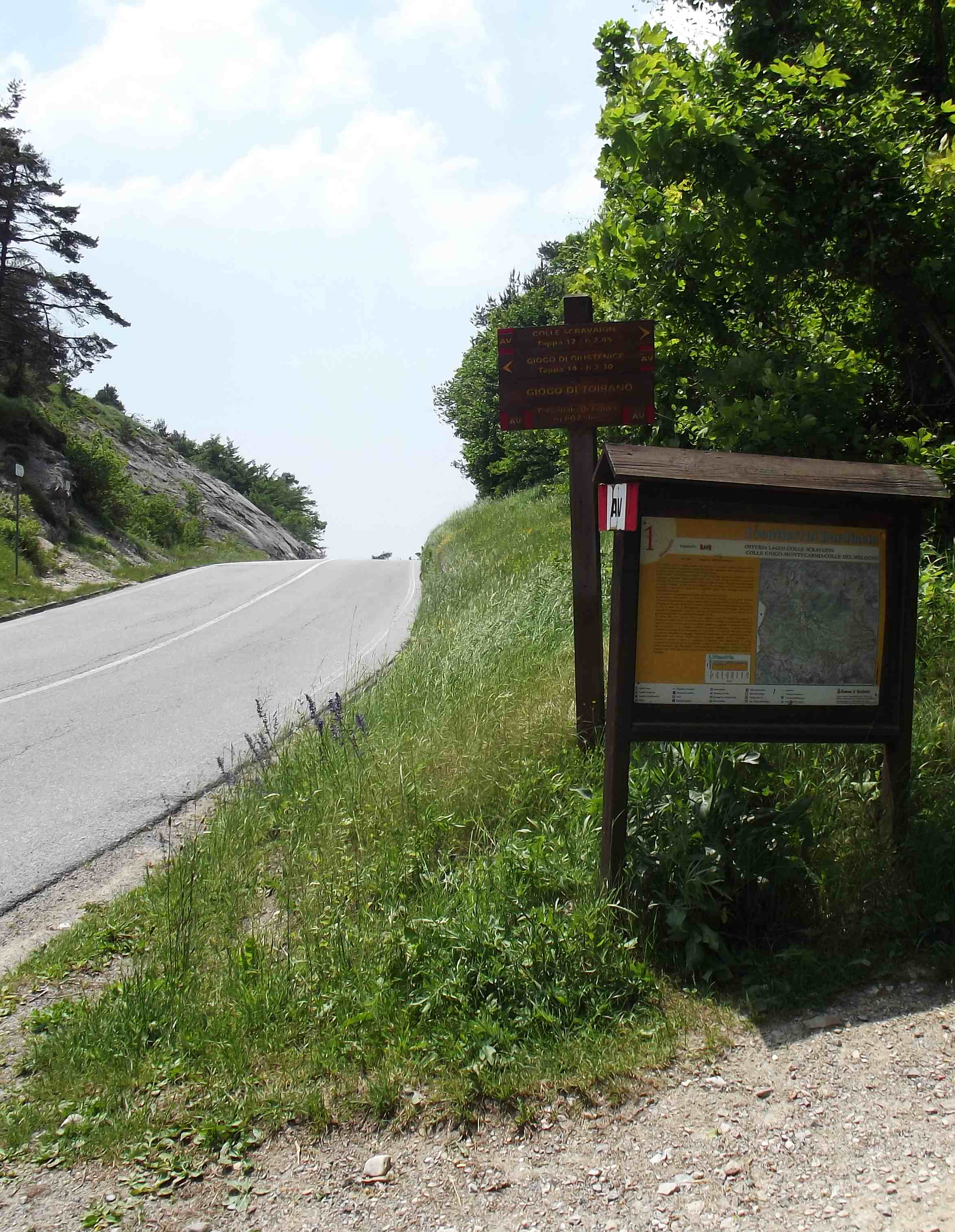
Il colle visto dal lato verso la val Bormida

Il valico si apre tra il monte Sebanco (983 m, a ovest) e il Bric Pagliarina (una anticima del monte Carmo di Loano alta 1213 m). È collocato sullo spartiacque della Catena principale alpina e collega il bacino padano con quello del mar Ligure.
Sul versante nord si trovano estese faggete, mentre il versante rivolto verso la val Varatella è più caldo e arido.
Il colle è raggiungibile percorrendo la strada provinciale Borghetto Santo Spirito - Bardineto. Nei pressi del punto di valico è presente una piccola area pic-nic con alcuni pannelli illustrativi delle particolarità della zona. Il colle è anche un terminale di tappa dell'Alta Via dei Monti Liguri.

## Ciclismo

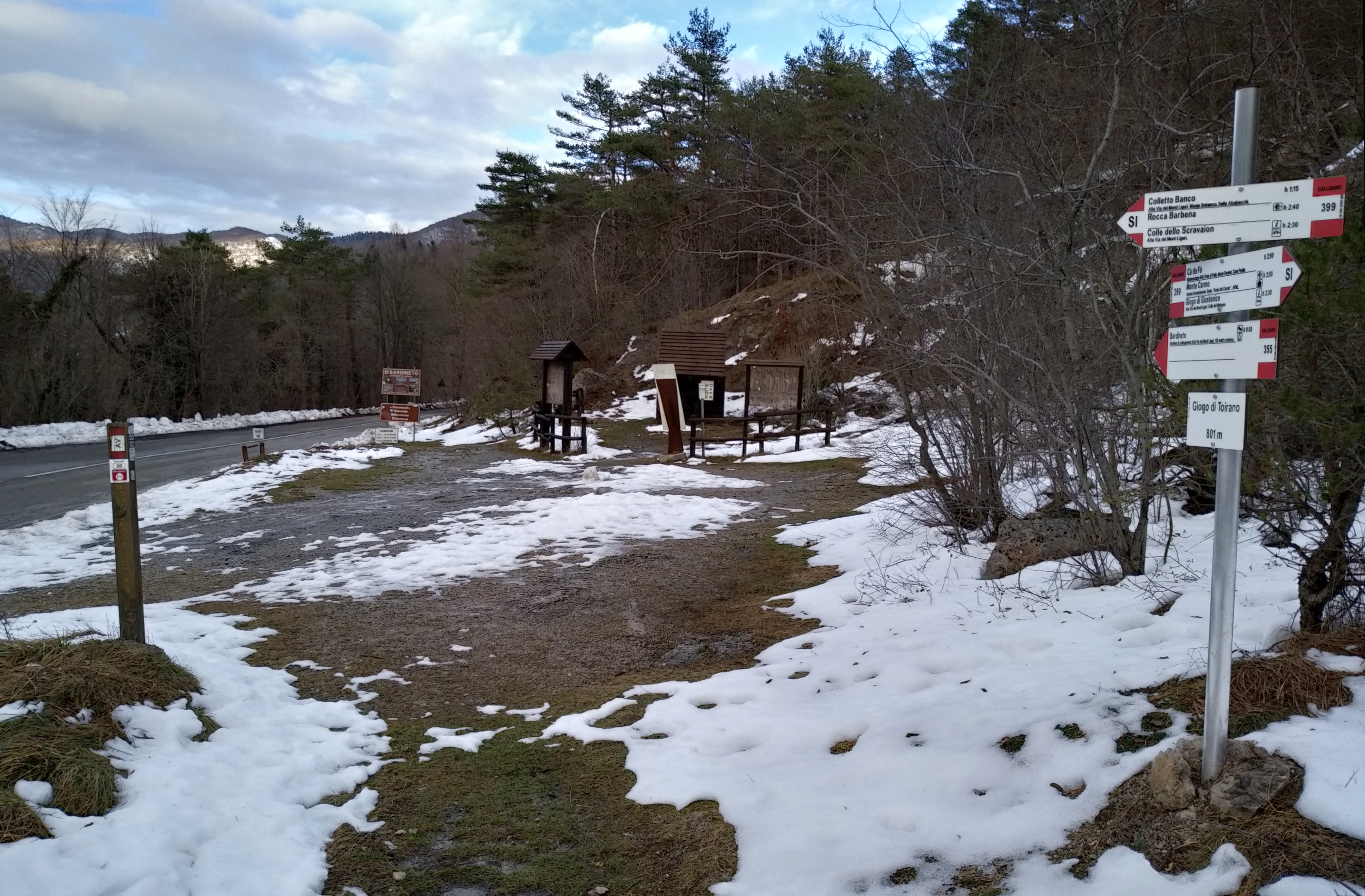
Il colle a fine autunno

Il valico è considerato una salita lunga e dolce, senza strappi eccessivamente duri. Molto frequentato dagli appassionati, viene spesso inserito nel tracciato delle gare ciclistiche. La salita dalla riviera ligure si svolge in un ambiente piuttosto selvaggio ed è caratterizzata da alcuni notevoli scorci panoramici sulla costa. Il colle fa parte di un classico circuito detto  dei tre gioghi che comprende anche il colle Scravaion e il colle di Balestrino. Il traffico automobilistico non è elevato, in compenso la strada è molto apprezzata anche dai motociclisti.